# Ascanio Albertini
Ascanio Albertini (1526–1580) foi um prelado católico romano que serviu como bispo de Avellino e Frigento (1549–1580).

## Biografia
Ascanio Albertini nasceu em Nola, na Itália, em 1526. No dia 10 de maio de 1549, foi nomeado durante o papado do Papa Paulo III como Bispo de Avellino e Frigento. Serviu como Bispo de Avellino e Frigento até à sua morte em 1580.

## Sucessão episcopal
Enquanto bispo, ele foi o co-consagrador principal:
- Francesco Beltramini, Bispo de Terracina, Priverno e Sezze (1565);
- Giovanni D'Amato, bispo de Minori (1565);
- Miler Magrath, bispo de Down e Connor (1565);
- Nicolas Ugrinovich, Bispo de Smederevo (1565); e
- Beatus di Porta, Bispo de Chur (1565).